# Đài Phát thanh – Truyền hình Hà Nội
Đài Phát thanh – Truyền hình Hà Nội là cơ quan truyền thông báo chí trực thuộc Ủy ban Nhân dân Thành phố Hà Nội.

## Lịch sử
- Đài Phát thanh – Truyền hình Hà Nội được thành lập ngày 14 tháng 10 năm 1954: 4 ngày sau khi Thủ đô được giải phóng. Một trạm truyền thanh cố định được lắp đặt tại Nhà Thông tin - Triển lãm Thủy Tạ với cơ sở vật chất kỹ thuật đơn sơ, đã đặt nền móng cho sự phát triển phát thanh - truyền hình của Đài Hà Nội sau này.
- Tháng 10 năm 1977: Đài Hà Nội bắt đầu phát thanh trên sóng AM 570 KHz qua Đài Phát sóng quốc gia Mễ Trì, phủ sóng các tỉnh phía Bắc và một phần miền Bắc Trung Bộ.[1]
- 14h ngày 1 tháng 1 năm 1979: Trên sóng Đài Truyền hình Trung ương, chương trình truyền hình Hà Nội đầu tiên đã ra mắt khán giả Thủ đô, với 1 hình hiệu mới và nhạc hiệu "Người Hà Nội" xuất hiện trên màn ảnh nhỏ.
- Ngày 25 tháng 8 năm 1989: UBND Thành phố ra quyết định đổi tên Đài Phát thanh Hà Nội thành Đài Phát thanh – Truyền hình Hà Nội, chính thức ghi nhận Đài là tờ báo nói và báo hình của thành phố.[1].
- Ngày 14 tháng 7 năm 1990: Bộ Văn hóa – Thông tin đã cấp giấy phép cho Đài PT-TH Hà Nội phát chương trình truyền hình Hà Nội buổi sáng. Tờ báo hình của Hà Nội đã từng bước khẳng định được vị trí của mình trong hệ thống báo chí cả nước.
- Năm 1993: Thời lượng phát sóng của Đài PT-TH Hà Nội bắt đầu từ 9h00 - 10h00/12h00 và từ 19h00 đến 22h00, thời gian còn lại tiếp sóng chương trình VTV1 và  VTV3 của Đài Truyền hình Việt Nam cho đến cuối năm 1997.
- Ngày 19 tháng 5 năm 1994: Trung tâm Kỹ thuật của Đài được chuyển từ 47 Hàng Dầu xuống trụ sở hiện nay tại số 3-5 phố Huỳnh Thúc Kháng, Đống Đa, Hà Nội.
- Ngày 10 tháng 10 năm 1997: Đài PT-TH Hà Nội chính thức thay đổi nhận diện logo mới với 3 sóng kép hình chữ H với biểu tượng Khuê Văn Các, đồng thời phát sóng liên tục từ 5h30 đến 24h00
- Từ ngày 31 tháng 3 năm 1998, bắt đầu tiếp sóng chương trình Thời sự của Đài Truyền hình Việt Nam lúc 19h hằng ngày.
- Tháng 7 năm 2001: Đài Hà Nội triển khai thực hiện dự án truyền hình cáp ở Hà Nội.
- Từ ngày 30 tháng 4 năm 2002: Mạng Truyền hình Cáp Hà Nội HCATV đã chính thức đi vào hoạt động. Đến tháng 5 năm 2013, truyền hình cáp Hà Nội có 72 kênh chương trình Analog, 60 kênh chương trình SD và 22 kênh chương trình chuẩn HD. Tính đến năm 2012, Truyền hình cáp Hà Nội đã có trên 150.000 thuê bao.
- Tháng 10 năm 2002: Đài cho ra đời Trang thông tin điện tử tổng hợp với địa chỉ www.hanoitv.vn bao gồm nội dung của các chương trình phát thanh, truyền hình.
- Tạp chí Truyền hình Hà Nội chính thức phát hành từ tháng 5/2005 với các chuyên đề, chuyên mục của tạp chí tập trung giới thiệu về ngàn năm Thăng Long - Hà Nội[2].
- Ngày 1 tháng 6 năm 2007: Phát sóng thử nghiệm kênh H2.
- Ngày 29 tháng 5 năm 2008: với gần 93% đại biểu tán thành, Quốc hội Việt Nam đã thông qua nghị quyết điều chỉnh địa giới hành chính Thủ đô Hà Nội và các tỉnh, có hiệu lực từ ngày 1 tháng 8 năm 2008. Theo nghị quyết, trước khi giải tán, Đài PT-TH Hà Tây được chuyển về Đài PT-TH Hà Nội. Đài PT-TH Hà Nội và Đài PT-TH Hà Tây hợp nhất thành Đài Phát thanh - Truyền hình Hà Nội. Ngay sau ngày hiệu lực, kênh truyền hình Hà Nội đổi tên thành kênh Hà Nội 1 và kênh truyền hình Hà Tây đổi tên thành kênh Hà Nội 2.
- Ngày 19 tháng 12 năm 2011: Kênh H1 của Đài đã tiếp sóng kênh HTV9 của Đài Truyền hình Thành phố Hồ Chí Minh trực tiếp Cầu Truyền hình "Tiếng gọi của non sông".
- Ngày 10 tháng 11 năm 2013: Đài Phát thanh – Truyền hình Hà Nội đã khánh thành và đưa vào sử dụng Trung tâm kỹ thuật, Truyền dẫn Phát sóng tại Mễ Trì. Trung tâm phục vụ 3 Đài lớn của quốc gia là Đài Truyền hình Việt Nam, Đài Tiếng nói Việt Nam, Đài Phát thanh – Truyền hình Hà Nội.
- Từ ngày 1 tháng 5 năm 2014 đến ngày 31 tháng 10 năm 2014: Đài chính thức thay đổi khung giờ phim nước ngoài vào lúc 12:00 các ngày trong tuần và 13:00 từ thứ 2 đến thứ 7 hàng tuần sang 11:30 hàng ngày và 12:30 từ thứ 2 đến thứ 7, vì lúc đó bản tin thời sự trưa phát sóng vào lúc 11:00.
- Ngày 12 tháng 9 năm 2014: Đài chính thức ngừng phát sóng phim đặc sắc vào lúc 21:30 tối thứ 6 hàng tuần để nhường sóng cho khung giờ phim truyện nước ngoài vào lúc 20:50 và 21:50 các ngày từ thứ 2 đến thứ 6 hàng tuần.
- Ngày 11 tháng 4 năm 2015: Kênh H1 của Đài đã tiếp sóng kênh HTV9 của Đài Truyền hình Thành phố Hồ Chí Minh và kênh TRT của Đài Phát thanh - Truyền hình Thừa Thiên - Huế trực tiếp Cầu Truyền hình "Hà Nội - Huế - Thành phố Hồ Chí Minh: Nghĩa tình sắt son".
- Ngày 1 tháng 11 năm 2015: Đài chính thức phát sóng 2 bản tin tiếng Anh và tiếng Trung ở khung giờ: 23:20 và 23:30.
- Ngày 15 tháng 6 năm 2016: Đài ngừng phát sóng kênh H2 trên hệ thống tương tự mặt đất.
- Ngày 21 tháng 6 năm 2016: Phát sóng kênh H1 theo chuẩn HD.
- Tháng 7 năm 2016: Tạp chí Truyền hình Hà Nội chính thức ngừng phát hành sau 11 năm.
- Ngày 15 tháng 8 năm 2016: Ngừng phát sóng kênh H1 trên hệ thống tương tự mặt đất để chuyển sang phát sóng kĩ thuật số công nghệ DVB-T2 theo lộ trình Số hóa truyền hình của Chính phủ.
- Ngày 02 tháng 9 năm 2016: Phát sóng kênh H2 theo chuẩn HD. Đây là bước ngoặt đánh dấu sự chuyển mình mạnh mẽ của Truyền hình Thủ đô khi phát sóng chuẩn HD trên cả 2 kênh sóng.
- Ngày 14 tháng 10 năm 2016: nhân dịp kỷ niệm 62 năm ngày thành lập Đài Phát thanh – Truyền hình Hà Nội, Đài đã tăng thời lượng phát sóng kênh H1 lên 24/7.
- Ngày 1 tháng 1 năm 2017: Tăng thời lượng phát sóng kênh H2 lên 24/7.
- Tháng 08 năm 2017: Trung tâm Tin tức và Trung tâm Kỹ thuật được thành lập.
- Ngày 01 tháng 11 năm 2018: Trung tâm Quảng cáo và Dịch vụ được thành lập.
- Ngày 03 tháng 06 năm 2019: Ra mắt ứng dụng HanoiClix trên thiết bị di động.[3]
- Ngày 01 tháng 07 năm 2022: Trung tâm Dịch vụ truyền thông được thành lập.
- Ngày 01 tháng 09 năm 2022: Trung tâm Phát thanh Hà Nội được thành lập. Thực hiện việc tổ chức sản xuất, biên tập, truyền dẫn, phân phối nội dung các kênh phát thanh và sản phẩm âm thanh của Đài PT-TH Hà Nội.
- Ngày 01 tháng 10 năm 2022: Trung tâm Nội dung Số được thành lập, có chức năng sản xuất và phân phối nội dung trên các loại hình như phát thanh, truyền hình, trang thông tin điện tử và trên các nền tảng số của Đài PT-TH Hà Nội.
- Ngày 01 tháng 01 năm 2023: Ứng dụng và trang web của Hanoiclix chính thức dừng hoạt động và được thay thế bằng ứng dụng nội dung đa phương tiện HANOI ON. Ứng dụng không chỉ đáp ứng nhu cầu xem truyền hình trực tuyến, nghe phát thanh trực tiếp, mà còn là một kho nội dung giải trí hấp dẫn, một thư viện âm nhạc và sách nói có chất lượng, đáp ứng các nhu cầu nghe nhìn của người sử dụng.
- Từ ngày 11 tháng 04 năm 2023: kênh H2 bắt đầu tiếp sóng trở lại chương trình Thời sự VTV vào lúc 19h00 cùng với kênh H1, sau 5 năm phát chương trình về du lịch.
- Từ ngày 01 tháng 01 năm 2025: kênh H1 của Đài PT-TH Hà Nội chính thức ngưng tiếp sóng chương trình Thời sự VTV sau khi đã nâng thời lượng của chương trình Thời sự 18h30 từ 30 phút lên 70 phút, kênh H2 chính thức thay thế kênh H1 thực hiện tiếp sóng chương trình Thời sự VTV.
- Từ tháng 5 năm 2025: Phát sóng thử nghiệm kênh H2 chất lượng 4K.

## Tổng Giám đốc qua các thời kỳ
- Trần Đình Hòe (1959 - 1963, 1974 - 1978, 1984 - 1988)
- Vũ Lưu (1963 - 1967)
- Nguyễn Đức Dinh (1970 - 1974)
- Nguyễn Hiền (1981 - 1983)
- Nguyễn Văn Hải (1988 - 1999)
- Nguyễn Tiến Đoàn (1999 - 2002)
- Đào Quang Thép - Quyền Giám đốc (2002 - 2003)
- Nguyễn Việt Hưng (2003 - 2007)
- Trần Gia Thái (2008 - 2015)
- Tô Quang Phán (2016 - 2021)
- Nguyễn Kim Khiêm (2022 - nay)

## Lãnh đạo
- Tổng Giám đốc, Tổng Biên tập: Nguyễn Kim Khiêm
- Phó Tổng Giám đốc, Phó Tổng Biên tập: Nguyễn Tiến Dũng, Nguyễn Trung Sơn

## Các kênh

### Phát thanh
- Kênh Tin tức & Giao thông Hà Nội, phát trên sóng FM tần số 90 MHz với thời lượng 18/7. Kênh được phát tại Trung tâm Truyền dẫn Phát sóng của Đài.
- Kênh Tin tức & Âm nhạc, phát trên sóng FM tần số 96 MHz với thời lượng 18/7, được phát trên tần số sóng phát thanh của Đài PT-TH Hà Tây sau khi đài này ngừng phát sóng và sáp nhập vào Đài PT-TH Hà Nội. Kênh được phát tại Trung tâm Truyền dẫn Phát sóng của Đài.
- Kênh cũ: Kênh Phát thanh chuyên biệt về Sức khỏe & Giải trí JOYFM, là kênh liên kết giữa Đài PT-TH Hà Nội và nhiều đối tác khác nhau như Công ty Cổ phần Truyền hình HiTV (2012-2015), STV Media (2015-2022), Công ty Cổ phần Tổng Công ty Truyền hình Cáp Việt Nam - VTVcab (2022-2025). Kênh phát sóng thử nghiệm từ ngày 18/9/2012 đến ngày 9/1/2013, được phát sóng chính thức từ ngày 10/1/2013 đến ngày 22/8/2022 & từ ngày 5/5/2023 đến ngày 31/3/2025 trên tần số FM 98,9 MHz. Từ ngày 8/6/2023, kênh JOYFM đã có mặt trên hệ thống truyền hình số của VTVcab tại vị trí kênh 68. Kênh được phát tại Trung tâm Truyền dẫn Phát sóng của Đài. Từ ngày 1/4/2025, kênh JOYFM chính thức dừng phát sóng, kết thúc sứ mệnh sau 13 năm đồng hành với thính giả cả nước.

### Truyền hình
- H1: Kênh được phát sóng vào ngày 1/1/1979, tiền thân là kênh H. Ngày 1/8/2008, với việc sáp nhập Đài Phát thanh - Truyền hình Hà Tây vào Hà Nội, kênh H cũng được đổi tên thành H1. Từ ngày 21/6/2016, kênh được phát sóng chuẩn HD. Từ ngày 14/10/2016, nhân dịp kỷ niệm 62 năm thành lập Đài Phát thanh – Truyền hình Hà Nội, kênh được tăng thời lượng phát sóng lên 24/7. Kênh được phát tại Trung tâm Truyền dẫn Phát sóng của Đài và nhiều hạ tầng truyền dẫn khác.
- H2: Kênh được phát sóng thử nghiệm từ ngày 1/6/2007 và phát sóng chính thức từ ngày 1/8/2008 trên tần số sóng kênh HTV của Đài Phát thanh - Truyền hình Hà Tây sau khi đài này ngừng phát sóng và sáp nhập vào Đài Phát thanh – Truyền hình Hà Nội. Từ ngày 2/9/2016, kênh được phát sóng chuẩn HD. Từ đầu năm 2017, kênh được tăng thời lượng phát sóng lên 24/7. Kênh được phát tại Trung tâm Truyền dẫn Phát sóng của Đài và nhiều hạ tầng truyền dẫn khác. Từ tháng 5 năm 2025, kênh bắt đầu phát sóng thử nghiệm chất lượng 4K trên kênh 37 UHF, hạ tầng DVB-T2 khu vực Hà Nội. Sau đó kênh tiếp tục thử nghiệm 4K từ tháng 6 trên truyền hình FPT và truyền hình Viettel (TV360)
- HiTV: Kênh được phát sóng vào ngày 24/8/2007, với sự hợp tác của kênh truyền hình này là Truyền hình Cáp Hà Nội và được quản lý bởi Công ty Cổ phần Truyền hình HiTV. Từ ngày 20/7/2022, kênh được phát sóng chuẩn HD. Từ ngày 5/9/2024 - 5/1/2025 kênh tạm dừng phát sóng để nang cấp hệ thống. Từ ngày 10/1/2025 kênh HiTV ngừng phát sóng trên HCATV1, và kênh HiTV sẽ do Đài PT-TH Hà Nội quản lý.
- YouTV: Kênh được lên sóng lần đầu tiên kể từ ngày 28/10/2009, với tên gọi là STTV, là kênh truyền hình chuyên biệt về Thể thao - Văn hóa - Du lịch. Từ ngày 2/9/2014, kênh được đổi tên thành An ninh thế giới. Từ ngày 26/8/2022 đến tận ngày 1/7/2023, tập đoàn FBNC đã chính thức mua 50% của kênh này từ HCA TV, cùng với đó là đa dạng và phong phú hơn với một số chương trình từ tập đoàn FBNC đã được lên sóng cùng ngày. Logo màn hình của kênh An ninh thế giới cũng đã được thay đổi ngay sau đó. Từ ngày 29/8/2023, sau gần 14 năm phát sóng, kênh An ninh thế giới chính thức ngừng phát sóng. Từ ngày 31/03/2025, kênh sử dụng tổng khống chế của kênh An ninh thế giới và phát sóng lại các chương trình cũ của kênh An ninh thế giới, HCA TV - MOV, BTV10 - NCM, VTC7 - TodayTV (nay là SCTV2), HCA TV2 - YouTV, các kênh địa phương và một số chương trình cũ của Đài PT-TH Hà Nội.

### Nội dung số
- Hanoionline: Website trang tin điện tử có địa chỉ: https://hanoionline.vn
- Ứng dụng trên Smartphone & Smart TV: HANOI ON - Ứng dụng đa phương tiện phát hành trên kho ứng dụng APP STORE, GOOGLE PLAY.
- Kênh Youtube chính: HTV - ĐÀI HÀ NỘI
- Facebook Page chính: HÀ NỘI ONLINE
- Kênh Tiktok chính: HTV - ĐÀI HÀ NỘI
- Các sản phẩm tin tức, âm nhạc, giải trí, phim tài liệu, phim sitcom... được sản xuất cho mục đích phát hành trực tuyến.

## Hạ tầng phát sóng và phân phối nội dung

### Truyền hình
Đài Phát thanh – Truyền hình Hà Nội hiện đang phát sóng 3 kênh truyền hình: Kênh 1, Kênh 2 & HiTV
- Kênh 1 hiện đang phát trên các hạ tầng sau : 
Truyền hình số mặt đất AVG : Được phát trên hạ tầng Truyền hình số của AVG trên Kênh 34 
Truyền hình cáp : VTVcab, HTVC, SCTV
Truyền hình IPTV : Viettel TV 
Truyền hình số vệ tinh : K+. 
Truyền hình OTT : FPT Play, VieON, ClipTV, MyTV, TV360, VTVcab ON, NETHub, App K+
Xem trực tuyến trên trang web của Đài tại địa chỉ: hanoionline.vn
- Kênh 2 hiện đang phát trên các hạ tầng sau: 
Truyền hình số mặt đất AVG: Được phát trên hạ tầng Truyền hình số của AVG 
Truyền hình số mặt đất VTV: Được phát trên hạ tầng Truyền hình số của VTV chuẩn HD 
Truyền hình cáp: VTVCab, SCTV
Truyền hình IPTV: FPT Play, MyTV, Viettel TV 
Truyền hình OTT: FPT Play, Clip TV, TV360, VTVCab ON, MyTV Net, VieON, VTVgo, HANOI ON 
Xem trực tuyến trên trang web của Đài tại địa chỉ: hanoionline.vn
- HiTV hiện đang phát trên các hạ tầng sau :
Truyền hình cáp: VTVCab
Truyền hình IPTV: MyTV, Viettel TV 
Truyền hình OTT: TV360, MyTV Net
- YouTV hiện đang phát trên các hạ tầng sau:
Truyền hình IPTV: Viettel TV
Truyền hình OTT: TV360

### Phát thanh
Đài Phát thanh – Truyền hình Hà Nội hiện đang phát sóng 2 kênh phát thanh:
- Kênh Tin tức & Giao thông Hà Nội, phát trên sóng FM tần số 90 MHz với thời lượng 18/7.
- Kênh Tin tức & Âm nhạc, phát trên sóng FM tần số 96 MHz với thời lượng 18/7, được phát sóng trên tần số sóng phát thanh của Đài PT-TH Hà Tây sau khi đài này ngừng phát sóng và sáp nhập vào Đài PT-TH Hà Nội.
- Kênh cũ: Kênh Phát thanh chuyên biệt về Sức khỏe & Giải trí JOYFM, là kênh liên kết giữa Đài PT-TH Hà Nội và nhiều đối tác khác nhau như Công ty Cổ phần Truyền hình HiTV (2012-2015), Công ty STV Media (2015-2022), Công ty Cổ phần Tổng Công ty Truyền hình Cáp Việt Nam - VTVcab (2022-2025). Kênh được phát sóng trên tần số FM 98,9 MHz. Từ ngày 8/6/2023, kênh JOYFM có mặt trên hệ thống truyền hình số của VTVcab tại vị trí kênh 68. Từ ngày 1/4/2025, kênh JOYFM chính thức dừng phát sóng, kết thúc sứ mệnh sau 13 năm đồng hành với thính giả cả nước.

Cả 2 kênh đều được phủ sóng tại khu vực Hà Nội và các tỉnh, thành lân cận như Bắc Ninh, Bắc Giang, Vĩnh Phúc, Hải Dương,...
Ngoài ra 2 kênh FM90 & FM96 còn được phát thanh trực tuyến tại trang web của Đài tại địa chỉ: hanoionline.vn & ứng dụng HANOI ON.

### Trực tuyến
Các sản phẩm nội dung của Đài Phát thanh – Truyền hình Hà Nội hiện đang được phát hành trực tuyến trên nhiều nền tảng khác nhau, bao gồm:
- Website: hanoionline.vn
- Ứng dụng HANOI ON
- Tổ hợp các kênh Youtube, Facebook Page, Tiktok,... thuộc hệ thống HANOI ON
- Các nền tảng phát hành nội dung trực tuyến toàn cầu: Apple Music, Apple Podcast, Spotify...
- Các ứng dụng truyền hình OTT trong nước: FPT Play, VieON, ClipTV, MyTV, TV360, VTVcab ON, NETHub...

## Thời lượng phát sóng

### HanoiTV1

#### HanoiTV
- Trước năm 1995: 
  - 06:00 - 12:00, 19:00 - 23:30 Thứ 2 - Thứ 7.
  - 06:00 - 10:00, 19:00 - 23:30 Chủ nhật.
- 1 tháng 1 năm 1995 - 9 tháng 10 năm 1997:
  - 06:00 - 09:45, 11:30 - 13:00, 17:00 - 23:30 Thứ 2 - Thứ 7.
  - 06:00 - 13:00, 16:00 - 23:30 Chủ nhật.
- 10 tháng 10 năm 1997 - 31 tháng 12 năm 1998: 
  - 06:00 - 13:00, 16:00 - 23:00 Thứ 2 - Thứ 7.
  - 06:00 - 13:00, 14:00 - 23:30 Chủ nhật.
- 1 tháng 1 năm 1999 - 14 tháng 10 năm 2002: 05:30 - 23:45 hàng ngày.
- 15 tháng 10 năm 2002 - 31 tháng 7 năm 2008: 05:30 - 24:00 hàng ngày.

#### HanoiTV1
- 1 tháng 8 năm 2008 - 13 tháng 10 năm 2016: 05:30 - 24:00 hàng ngày.
- 14 tháng 10 năm 2016 - nay: 24/7.

### HanoiTV2
- 1 tháng 8 năm 2008 - 31 tháng 12 năm 2016: 05:30 - 24:00 hàng ngày.
- 1 tháng 1 năm 2017 - nay: 24/7.

### HiTV
- 24 tháng 8 năm 2007 - 31 tháng 12 năm 2009: 05:00 - 24:00 hàng ngày
- 1 tháng 1 năm 2010 - 31 tháng 12 năm 2012: 06:00 - 24:00 hàng ngày
- 1 tháng 1 năm 2013 - 28 tháng 2 năm 2023: 07:00 - 24:00 hàng ngày
- 1 tháng 3 năm 2023 - 28 tháng 3 năm 2024: 05:30 - 24:00 hàng ngày
- 29 tháng 3 năm 2024 - 5 tháng 9 năm 2024 và 5 tháng 1 năm 2025 - 10 tháng 1 năm 2025: 05:30 - 00:30 rạng sáng hôm sau
- 11 tháng 1 năm 2025 - nay: thời lượng phát sóng không cố định.

### YouTV
- 28 tháng 10 năm 2009 - 31 tháng 7 năm 2010: 08:00 - 12:00; 16:00 - 24:00 hàng ngày.
- 1 tháng 8 năm 2010 - 31 tháng 12 năm 2011: 07:00 - 23:00 hàng ngày.
- 1 tháng 1 năm 2012 - 28 tháng 8 năm 2023: 06:00 đến khoảng 00:00 hoặc 01:00 rạng sáng ngày hôm sau.
- 31 tháng 3 năm 2025 - nay: 06:00 - 05:40 rạng sáng ngày hôm sau.

## Nhạc hiệu và lời xướng
Đầu các chương trình thời sự và đầu buổi phát sóng mỗi ngày trên kênh FM96 của Đài PT-TH Hà Nội đều có phát một đoạn nhạc không lời gọi là "nhạc hiệu" của Đài PT-TH Hà Nội cùng một câu giới thiệu tên gọi và vị trí của Đài PT-TH Hà Nội được gọi là "lời xướng" do các phát thanh viên gồm một nam và một nữ lần lượt đọc. Nhạc hiệu của Đài PT-TH Hà Nội là bài "Người Hà Nội" của nhạc sĩ Nguyễn Đình Thi, được dùng từ khi thành lập Đài PT-TH Hà Nội cho đến nay.
Lời xướng của Đài PT-TH Hà Nội dùng từ buổi phát thanh đầu tiên từ ngày 14 tháng 10 năm 1954 - 1 tháng 10 năm 1977:
| “ | Đây là Đài Truyền thanh Hà Nội. | ” |

Lời xướng của Đài PT-TH Hà Nội dùng từ ngày 1 tháng 10 năm 1977 - 25 tháng 8 năm 1989:
| “ | Đây là Đài Phát thanh Hà Nội. | ” |

Lời xướng của Đài PT-TH Hà Nội dùng từ ngày 25 tháng 8 năm 1989 - 1 tháng 1 năm 2024:
| “ | Đây là Đài Phát thanh - Truyền hình Hà Nội. | ” |

Lời xướng của Đài PT-TH Hà Nội dùng từ ngày 1 tháng 1 năm 2024 - nay:
| “ | Đây là Đài Hà Nội, phát thanh từ Hà Nội, tiếng nói của thủ đô ta. | ” |

Từ ngày 6/6/2022, Đài PT-TH Hà Nội chính thức ra mắt FM90 - Kênh Tin tức & Giao thông Hà Nội. Đồng thời, FM90 sẽ lên sóng với nhạc hiệu mới là bài "Tiếng nói Hà Nội" của nhạc sĩ Văn An cùng lời xướng mới do các phát thanh viên một nam và một nữ lần lượt đọc.
| “ | Tiếng nói Hà Nội. FM90 - Kênh Tin tức & Giao thông Hà Nội. | ” |

Tuy nhiên, nếu sau khi kênh FM90 số hóa phát thanh mặt đất sẽ có lời xướng như sau.
| “ | Tiếng nói Hà Nội. Kênh Tin tức & Giao thông Hà Nội. | ” |

Buổi phát sóng các chương trình thời sự trên kênh FM90 của Đài PT-TH Hà Nội, nhạc hiệu và lời xướng sẽ khác đi một chút vẫn là do các phát thanh viên gồm một nam và một nữ lần lượt đọc. 
| “ | Thời sự Hà Nội sáng. | ” |

| “ | Thời sự Hà Nội trưa. | ” |

| “ | Thời sự Hà Nội 19h. | ” |

Bên cạnh đó, nhạc hiệu của Đài PT-TH Hà Nội hiện tại là "Người Hà Nội" của nhạc sĩ Nguyễn Đình Thi đã được chọn để phát triển nhạc hiệu của FM96 - Kênh Tin tức & Âm nhạc. Từ ngày 1/1/2024, nhạc hiệu của ca khúc "Người Hà Nội" được làm mới lại để sử dụng cho các chương trình thời sự trực tiếp trên kênh FM96.

## Giải thưởng, danh hiệu
Đài Phát thanh – Truyền hình Hà Nội
- Huân chương Lao động hạng Ba.
- Huân chương Kháng chiến hạng Ba.
- Huân chương Lao động hạng Nhì.
- Huân chương Lao động hạng Nhất.
- Huân chương Độc lập hạng Ba.
- Huân chương Độc lập hạng Nhì.
- Huân chương Độc lập hạng Nhất.
- Huân chương Độc lập hạng Nhất.
- Bằng khen của Thủ tướng Chính phủ.

Công Ty nghe nhìn Hà Nội
- Huân chương Lao động hạng Ba.

Xí nghiệp Truyền thanh
- Huân chương Chiến công hạng Ba.

## Sự cố

### Sự cố "lá cờ"
Trong chương trình "Hà Nội buổi sáng" trực tiếp lúc 6h ngày 27/9/2019, khi đưa tin về kết quả lễ bốc thăm chia bảng của giải bóng đá U23 châu Á, nhà đài đã trình chiếu clip, trong đó Việt Nam được thay bằng cờ Trung Quốc. Sau khi cộng đồng mạng lên án chỉ trích mạnh mẽ thì đài đã âm thầm xóa clip chương trình này.

### Hành hung phóng viên
Vào lúc 14h25 ngày 6/6/2023, nhóm phóng viên Đài PT-TH Hà Nội đang chuẩn bị triển khai máy quay ghi hình việc mua bán quạt tích điện tại khu vực vỉa hè trước cửa hàng quạt điện số 19 Đông Các, quận Đống Đa thì bị 2 đối tượng lao vào hành hung. Ngay sau đó, Cơ quan Cảnh sát điều tra - Công an quận Đống Đa đã tạm giữ hình sự 2 đối tượng để điều tra về hành vi "Cố ý gây thương tích".
Đài PT-TH Hà Nội đã đề nghị các cơ quan chức năng xác minh làm rõ sự việc và xử lý nghiêm hành vi côn đồ, coi thường pháp luật của các đối tượng hành hung nhà báo xảy ra ở khu vực trước của hàng số 19 Đông Các thực hiện các biện pháp cần thiết để bảo vệ các nhà báo khi đang tác nghiệp đúng quy định của pháp luật.

## Ứng dụng trực tuyến
- HANOI ON: Ứng dụng không chỉ đáp ứng nhu cầu xem truyền hình trực tuyến, nghe phát thanh trực tiếp, mà còn là một kho nội dung giải trí hấp dẫn, một thư viện âm nhạc và sách nói có chất lượng, đáp ứng các nhu cầu nghe nhìn của người sử dụng.